# Much Hoole
Much Hoole is een civil parish in het bestuurlijke gebied South Ribble, in het Engelse graafschap Lancashire. In 2001 telde het dorp 1851 inwoners.